# Alec Hepburn
Pour les articles homonymes, voir Hepburn.
Pas d'image ? Cliquez ici

a Compétitions nationales et continentales officielles uniquement.

b Matchs officiels uniquement.
Dernière mise à jour le 1 novembre 2024.
Alec Hepburn, né le 30 mars 1993 à Perth (Australie), est un joueur international anglais puis international écossais d'origine australienne de rugby à XV. Il joue au poste de pilier gauche aux Scarlets.
Il a précédemment joué pour Perth Spirit, les London Welsh et les Exeter Chiefs avec qui il remporte le Championnat d'Angleterre en 2020 et la Coupe d'Europe aussi en 2020.

## Biographie

### Jeunesse et formation
Alec Hepburn est né à  Perth, dans l'État d'Australie-Occidentale en Australie. Il commence le rugby avec son école, la Gillotts School (en), située à Henley-on-Thames en Angleterre.
Il joue ensuite pour l'équipe de son université, The Henley College (Henley-on-Thames) (en), et y sera le vice-capitaine jusqu'à l'obtention de son diplôme en 2010. Il est repéré en 2008 par les Henley Hawks (en), le club de sa ville qui joue en division régionale, et y joue en parallèle de son équipe universitaire. Il rejoint ensuite le centre de formation des Wasps.
Au niveau international chez les jeunes, Alec Hepburn joue dans un premier temps avec l'équipe d'Angleterre des moins de 18 ans.
Dans un second temps, en février 2012, il joue pour la première fois avec l'équipe d'Angleterre des moins de 20 ans dans le cadre du tournoi des Six Nations des moins de 20 ans 2012. Il joue les cinq matchs du tournoi et remporte ce tournoi. Il participe ensuite au Championnat du monde junior la même année où il dispute cinq rencontre. Il participe également à l'édition suivant du Championnat du monde junior en 2013 où il joue cinq match et marque un essai. Il est chamion du monde junior pour sa deuxième participation.

### Débuts professionnels (2013-2015)
Alec Hepburn quitte le centre de formation des Wasps et rejoint les London Welsh avec qui il fait ses débuts professionnels. Il commence sa carrière en 2013 à l'âge de 19 ans en deuxième division anglaise. Il joue son premier match 4 octobre 2013 face à Rotherham où il entre en jeu et joue 27 minutes,. Dès sa première saison, il s'impose comme un joueur régulier, souvent utilisé comme impact player. Il comptabilise dix-sept matchs joués dont cinq titularisations, sans marquer de points et remporte son premier titre: le Championnat deuxième division anglaise. À l'issue de sa première saison professionnelle, il est considéré comme faisant partie des grands espoirs du rugby anglais.
Il choisit ensuite de quitter l'Angleterre pour retrouver son Australie natale et rejoint Perth Spirit pour la saison 2014 de National Rugby Championship. Il ne jouera cependant que quatre matchs, dont deux titularisations, tous en début de saison, et marquera un essai face aux Greater Sydney Rams. Son équipe atteint la finale mais s'incline face à Brisbane city sur le score de 37 à 26. Il ne reste qu'un an en Australie et retourne, la saison suivante, en Angleterre.

### Retour en Angleterre à Exeter et international anglais (2015-2018)
Alec Hepburn rejoint Exeter en 2015. Il y retrouve Rob Hunter, entraîneur des avants du club qu'il a côtoyé en sélection des moins de 20 ans, ainsi que plusieurs de quelques anciens coéquipiers des sélections de jeunes tels Luke Cowan-Dickie ou Sam Hill. Il devient rapidement très apprécié du public. Pour sa première saison, il joue vingt-et-un matchs dont cinq en tant que titulaire. Il est surtout utilisé comme impact player. Il atteint la finale du Championnat d'Angleterre en 2016, ce qui est une première pour Exeter. Il est remplaçant lors de la finale et entre en jeu à la place de Don Armand, à 33 minutes de la fin du match. Son équipe est battue par les Saracens 28 à 10.
En juin 2016, il signe nouveau contrat de trois ans, ce qui le lie au club jusqu'en 2019.
La saison suivante, en 2016-2017, il joue cinq matchs en début de saison, avant de se blesser au pouce puis au genou, ce qui l'empêche de rejouer de la saison. Exeter remporte pendant ce temps le Championnat d'Angleterre pour la première fois de son histoire et est finaliste de la Coupe anglo-galloise, que son équipe perd face à Leicester.
De retour de blessure pour le début de la saison 2017-2018, Alec Hepburn s'impose petit à petit comme le titulaire au poste de pilier gauche, devenant un des piliers les plus sûrs du championnat. À la suite de ses bonnes performances en club, à Exeter, il est appelé pour la première fois de sa carrière en équipe d'Angleterre, par Eddie Jones, pour participer au Tournoi des Six Nations 2018. Il connaît sa première cape avec le XV de la Rose le 4 février 2018 face à l'Italie où il entre en jeu à la place de Mako Vunipola et joue sept minutes. Il entre également en jeu la semaine suivante pour le deuxième match du tournoi contre le Pays de Galles. Durant la suite de la saison, son club atteint la finale et affronte les Saracens. Pour cette rencontre, il est titulaire en première ligne aux côtés de Luke Cowan-Dickie et Tomas Francis mais les siens sont battus 10-27.
En début de saison 2018-2019, il est de nouveau sélectionné en équipe d'Angleterre pour participer à quatre tests internationaux d'automne. Il dispute ces quatre tests face à l'Afrique du Sud et le Japon, contre qui il est titulaire, la Nouvelle-Zélande, l'Australie. Ensuite, en février 2019, il signe un nouveau contrat de deux ans le liant ainsi à Exeter jusqu'à l'été 2021. Puis, après avoir battu Northampton en demi-finale, les Chiefs retrouvent la finale du championnat et affrontent les Saracens pour la seconde année consécutive. En finale, Hepburn débute la partie sur le banc des remplaçant avant de faire son entrée à la 46e minute, remplaçant Ben Moon. Les Sarries l'emportent sur le score 34 à 37,.

### Au plus haut niveau à Exeter puis international écossais (2019-2024)
Durant la saison 2019-2020, son club est dans un premier temps finaliste de la Coupe d'Europe contre le Racing 92. Il est titulaire dans ce match qui se termine par une victoire anglaise 31 à 27,,. En championnat son équipe est également finaliste. Les Chiefs rencontrent les Wasps. Alec Hepburn est titularisé et les siens l'emportent 19 à 13 et réalisent ainsi le doublé Coupe d'Europe/Championnat,. Hepburn remporte pour la première fois la Premiership.
En 2020-2021, Exeter se qualifie encore une fois jusqu'en finale du championnat et affronte les Harlequins. Pour cette rencontre, Alec Hepburn est titulaire en première ligne aux côtés de Luke Cowan-Dickie et Harry Williams et marque son seul essai de la saison. Ce n'est cependant pas suffisant pour faire gagner son équipe qui s'incline finalement avec seulement deux points de différence ; une défaite 38-40 en toute fin de partie,.
Au cours de la saison 2023-2024, au mois de janvier 2024, il est sélectionné pour la première fois avec l'équipe d'Écosse, par Gregor Townsend, dans le cadre du Tournoi des Six Nations. N'ayant plus joué avec l'Angleterre depuis 2018, et ayant un père né en Écosse, il est éligible pour jouer pour ce pays. Il obtient sa première cape avec ce pays dès la première journée du tournoi, contre le pays de Galles,.

### Transfert au pays de Galles avec les Scarlets (depuis 2024)
Après dix ans passés à Exeter, Alec Hepburn quitte les Chiefs et s'engage avec le club gallois des Scarlets à partir de la saison 2024-2025. Il vient apporter son expérience à une jeune première ligne,. Il fait ses débuts avec sa nouvelle équipe lors de la deuxième journée de championnat contre Cardiff. Il est titularisé et écope d'un carton jaune à la suite d'une succession de fautes de son équipe. Les siens sont alors battus 24 à 15.

## Style de jeu
Alec Hepburn est un pilier très mobile, rugueux et bon défenseur. Il est souvent utilisé comme impact player par ses clubs.

## Statistiques

### En club
Avec les London Wesh, Alec Hepburn dispute dix-sept matchs sans inscrire de points en une saison de Championship en 2013-2014.
En Australie, avec Perth Spirit, il dispute quatre matchs et inscrit un essai en une saison de National Rugby Championship (2014)
Au 11 juillet 2022, il compte 157 matchs avec Exeter. Il a marqué 35 points, soit 7 essais depuis 2015.

### Internationales

#### Équipe d'Angleterre des moins de 20 ans
Alec Hepburn dispute quinze matchs avec l'équipe d'Angleterre des moins de 20 ans en deux saisons, prenant part à une édition du 
tournoi des Six Nations en 2012 et à deux éditions du Championnat du monde junior en 2012 et 2013. Il inscrit un seul essai, soit cinq points.

#### Équipe d'Angleterre
Alec Hepburn compte six sélections dont deux titularisations avec l'équipe d'Angleterre, mais n'a jamais marqué de points avec.
Il prend part à une édition du Tournoi des Six Nations en 2018 où il joue deux matchs.
Puis, il joue quatre tests internationaux en novembre 2018 et est titulaire deux fois.
| Année | Compétition | Matchs | Points | Essais |
| ----- | ----------- | ------ | ------ | ------ |
| 2018  | Six Nations | 2      | -      | -      |
| 2018  | Test matchs | 4      | -      | -      |
| Total | Total       | 6      | 0      | 0      |

| Adversaire       | Matchs joués | Victoires | Défaites | Nuls | Essais | Points | % de victoire |
| ---------------- | ------------ | --------- | -------- | ---- | ------ | ------ | ------------- |
| Afrique du Sud   | 1            | 1         | 0        | 0    | 0      | 0      | 100           |
| Australie        | 1            | 1         | 0        | 0    | 0      | 0      | 100           |
| Pays de Galles   | 1            | 1         | 0        | 0    | 0      | 0      | 100           |
| Italie           | 1            | 1         | 0        | 0    | 0      | 0      | 100           |
| Japon            | 1            | 1         | 0        | 0    | 0      | 0      | 100           |
| Nouvelle-Zélande | 1            | 0         | 1        | 0    | 0      | 0      | 0             |
| Total            | 6            | 5         | 1        | 0    | 0      | 0      | 83.33         |

## Palmarès

### En club
- London Welsh
  - Vainqueur du Championnat d'Angleterre de 2e division en 2014

- Perth Spirit
  - Finaliste du National Rugby Championship en 2014

- Exeter Chiefs
  - Finaliste du Championnat d'Angleterre en 2016, 2018, 2019 et 2021
  - Vainqueur du Championnat d'Angleterre en 2017 et  2020
  - Vainqueur de la Coupe d'Europe en 2020

### En sélection nationale
- Angleterre -20
  - Vainqueur du Tournoi des Six Nations des moins de 20 ans en 2012
  - Vainqueur du Championnat du monde junior en 2013

#### Tournoi des Six Nations
| Édition                      | Rang | Résultats Angleterre | Résultats Hepburn | Matchs Hepburn |
| ---------------------------- | ---- | -------------------- | ----------------- | -------------- |
| Tournoi des Six Nations 2018 | 5    | 2 v, 0 n, 3 d        | 2 v, 0 n, 0 d     | 2/5            |

Légende : v = victoire ; n = match nul ; d = défaite ; la ligne est en gras quand il y a Grand Chelem.